# ASM-3
L'ASM-3 è un missile supersonico antinave aviolanciabile sviluppato dall'ATLA (Acquisition, Technology & Logistics Agency), che è l'agenzia logistica del Ministero della Difesa giapponese. Durante lo sviluppo il prototipo è stato chiamato XASM-3, ed è stato completato definitivamente nel gennaio 2018. Tuttavia si è immediatamente deciso di realizzare una versione più potente, e gli studi, le ricerche e i test sono ricominciati.  Nel 2021 è stata prodotta e acquisita la versione ASM-3A, mentre è ancora in fase di sviluppo la versione ASM-3 Kai.
L'ASM-3 è costruito da Mitsubishi Heavy Industries, e la piattaforma di lancio è l'aereo da caccia Mitsubishi F-2, già adibito all'impiego dei missili antinave.

## Storia del progetto
Dal 1991 al 2001 furono condotte ricerche e studi sui missili supersonici antinave dal Technical Research and Development Institute (TRDI) che portarono alla realizzazione di alcuni motori sperimentali. A partire dal 2002 iniziò la costruzione di razzi sperimentali per i test di lancio dal caccia F-2. Ma è soltanto nel 2010 che è stato finanziato con il budget della Difesa lo sviluppo e la realizzazione del prototipo XASM-3, così  chiamato e definito precisamente, e avviando  in questo modo l'inizio ufficiale del programma. Nel 2017 il missile XASM-3 era ormai completato, e ciò permise di tentare un lancio contro un bersaglio di prova, e il 7 settembre dello stesso anno, il cacciatorpediniere dismesso Shirane fu usato come obiettivo, e colpito con successo. Il 7 gennaio 2018 il missile ASM-3, che era intanto diventato un progetto dell'Acquisition, Technology & Logistics Agency (ATLA), fu dichiarato ufficialmente completato, ma la produzione in massa fu bloccata per apportarvi nuove modifiche. Così è  stato deciso di produrre una nuova versione, chiamata ASM-3A, a partire dal 2021, dotata di una gittata superiore ai 300 km, mentre dal 2020 al 2025 verranno condotte le ricerche per la costruzione della versione ASM-3 Kai con una gittata di 400 km e altri miglioramenti. Ciò costituisce un notevole potenziamento perché il prototipo originario XASM-3 aveva invece una gittata più limitata di circa 200 km.

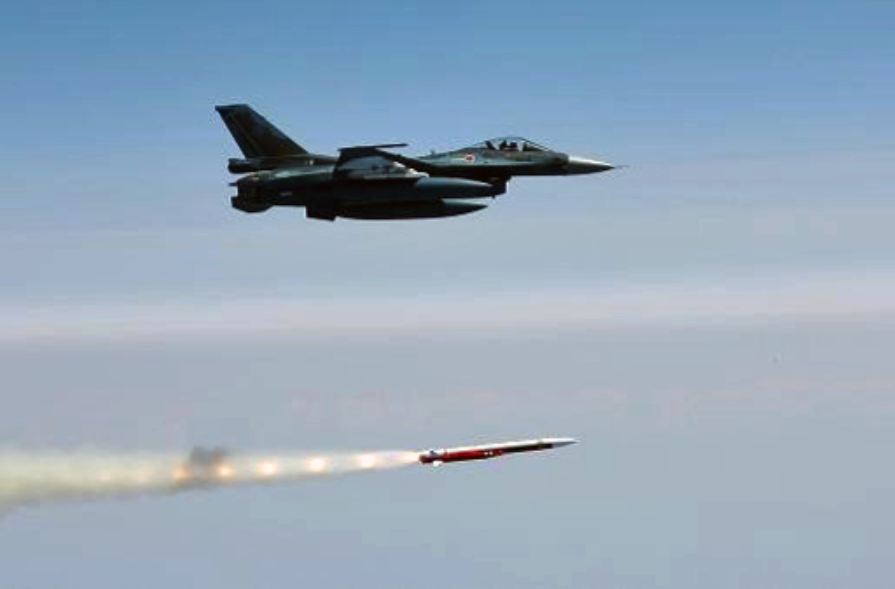
Il lancio di prova di un prototipo XASM-3 dal caccia Mitsubishi F-2.

La produzione dell'ASM-3 è stata assegnata a Mitsubishi Heavy Industries che è fra i maggiori gruppi industriali che si occupano della costruzione di missili e razzi vettori.

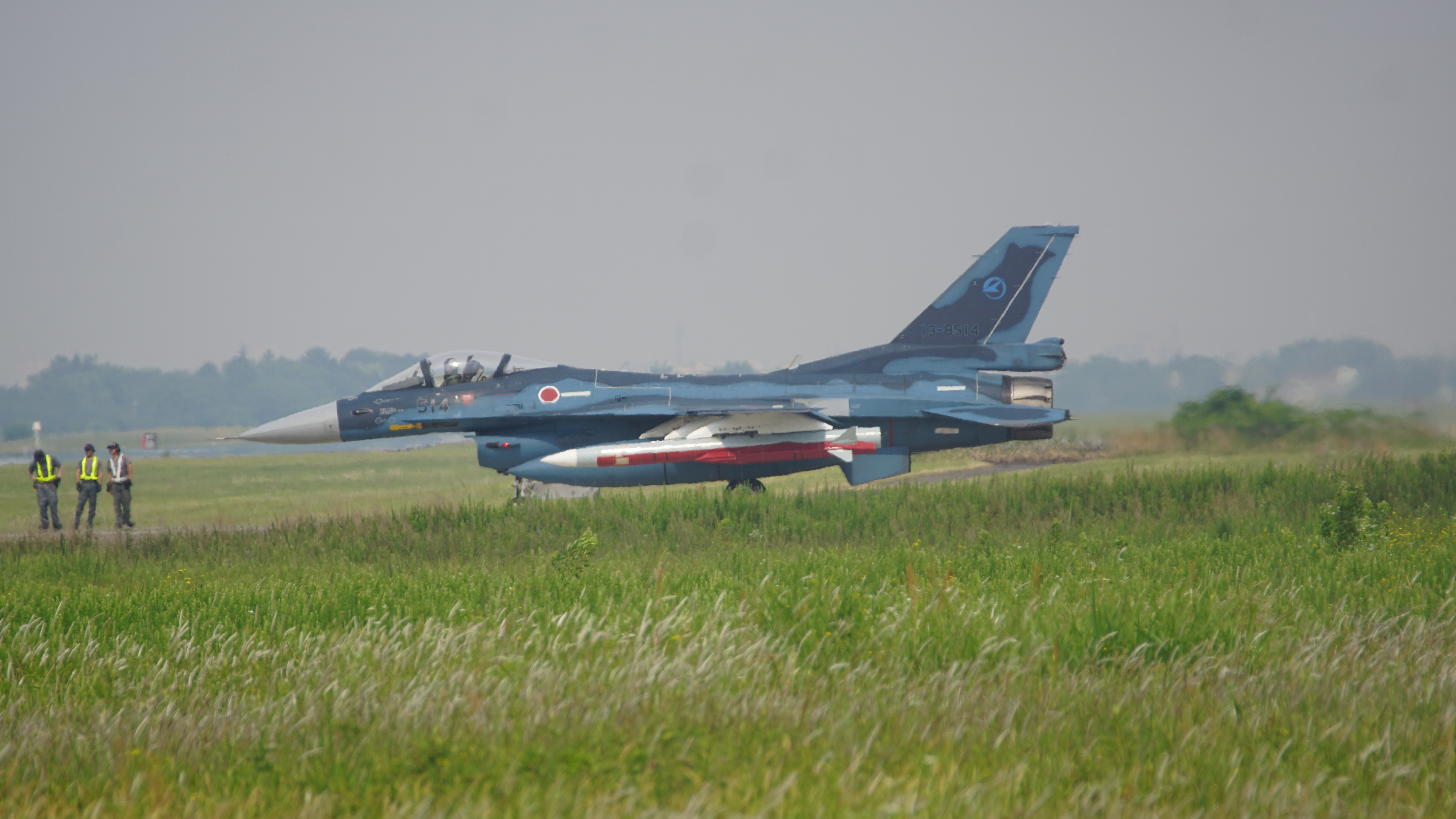
Un caccia F-2 trasporta un missile XASM-3 durante i test alla base aerea di Gifu.

## Descrizione tecnica
L'ASM-3 è lungo 6 metri, ha un diametro del fusto di 35 cm, e un peso di 940 kg. Per la propulsione utilizza un motore ramjet con un razzo a combustibile solido come booster inserito all'interno nella parte posteriore del motore. Questa soluzione è chiamata Integral Rocket Ramjet (IRR). Il razzo viene usato per accelerare fino a rendere operativo il ramjet che può funzionare solo a elevate velocità. Quando il razzo è esaurito, il suo alloggio diventa la camera di combustione del ramjet. Ciò consente di raggiungere la velocità supersonica di Mach 3 o superiori.

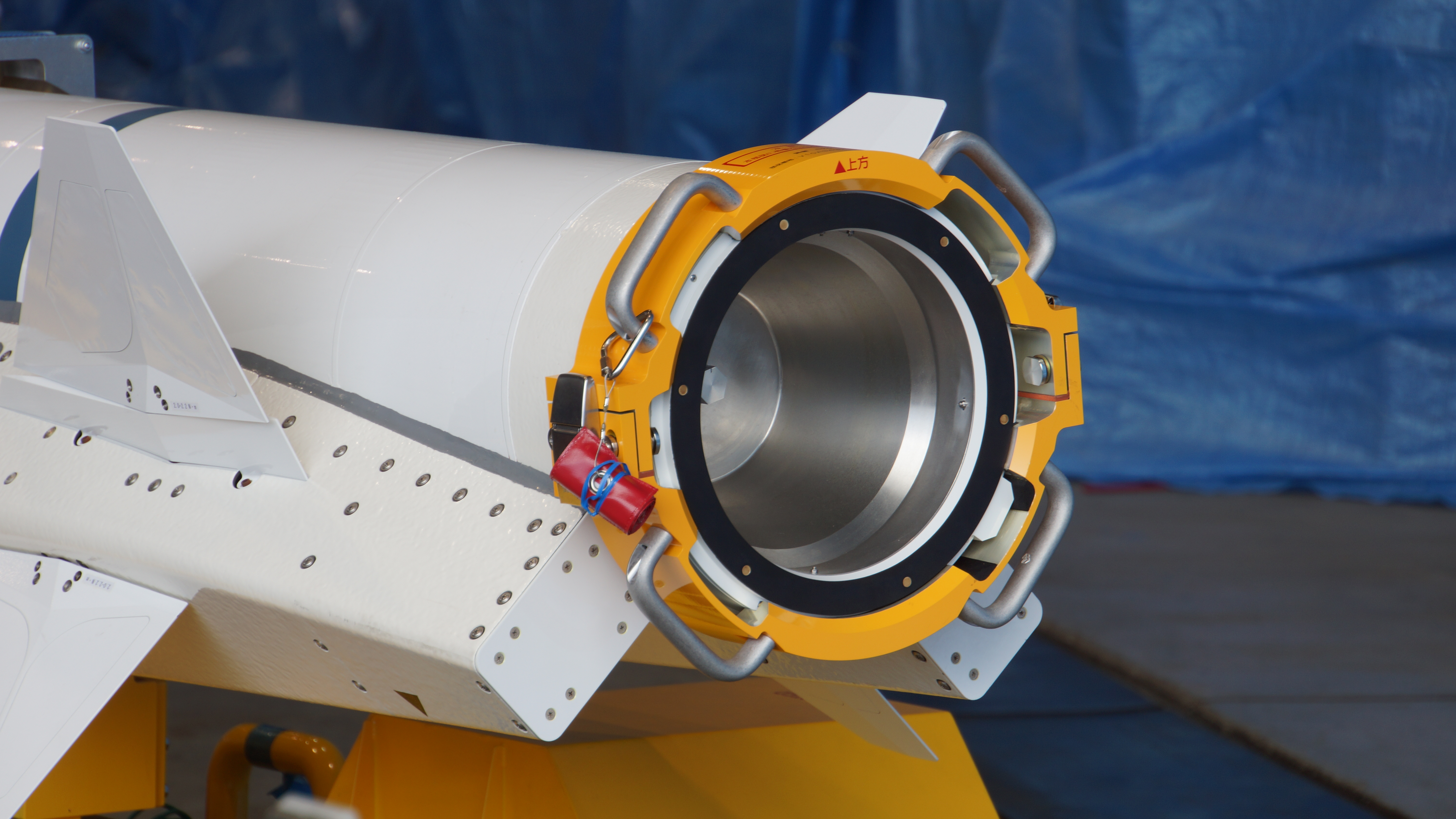
Il motore Integral Rocket Ramjet (IRR) del missile ASM-3.

La forma del missile, con due prese d'aria squadrate laterali inclinate, consente di ridurre la traccia radar e aumentarne la furtività (stealthiness).

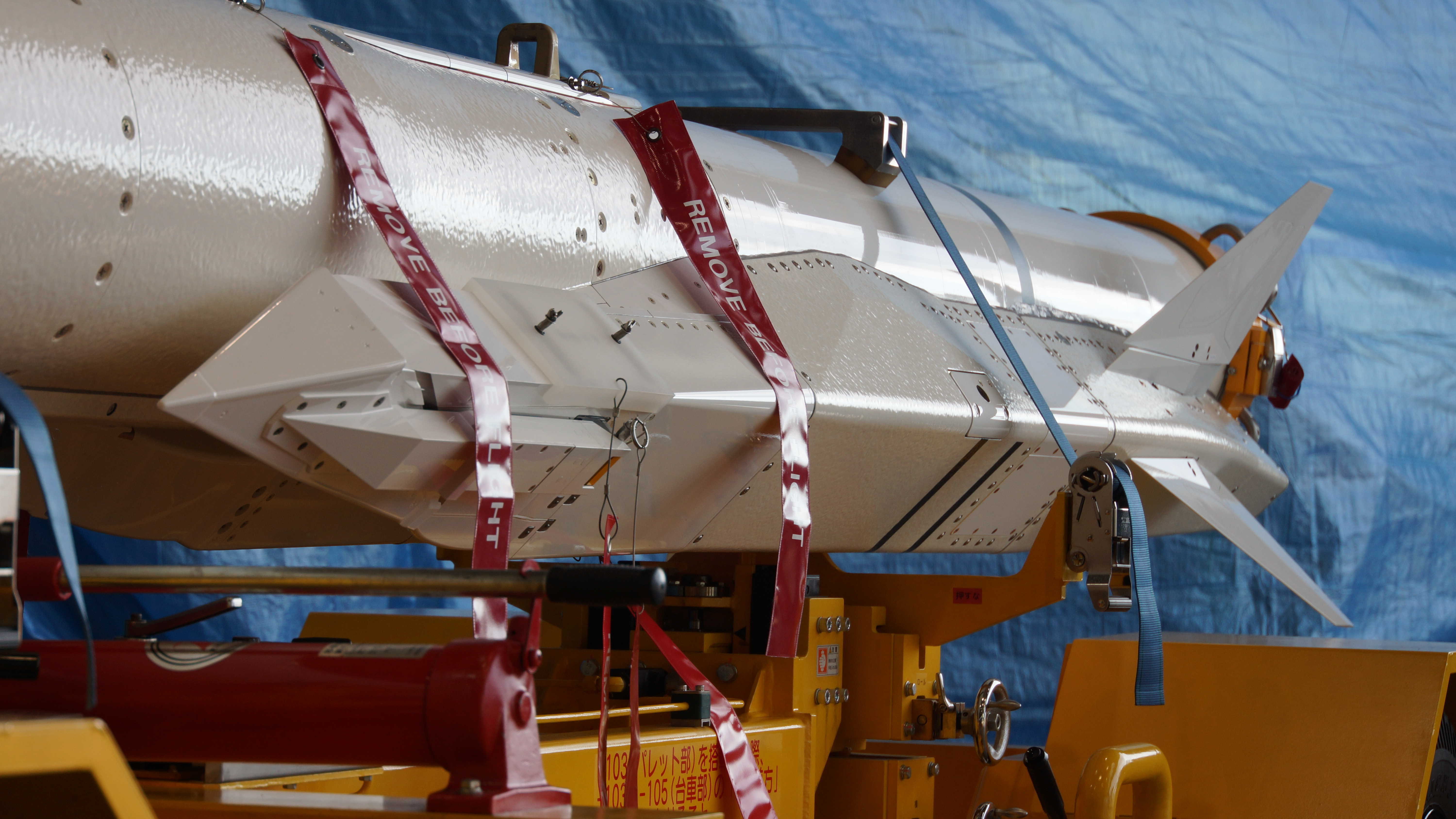
Immagine laterale del missile ASM-3.

Il sistema di guida del missile include la navigazione inerziale (INS), il posizionamento GPS, e la guida radar attiva (ARH) e passiva (PRH), e quest'ultima impedisce il rilevamento da parte dell'avversario. Invece la guida radar attiva consente l'illuminazione del bersaglio con il radar montato nel missile, permettendo una maggiore precisione e letalità dell'arma.

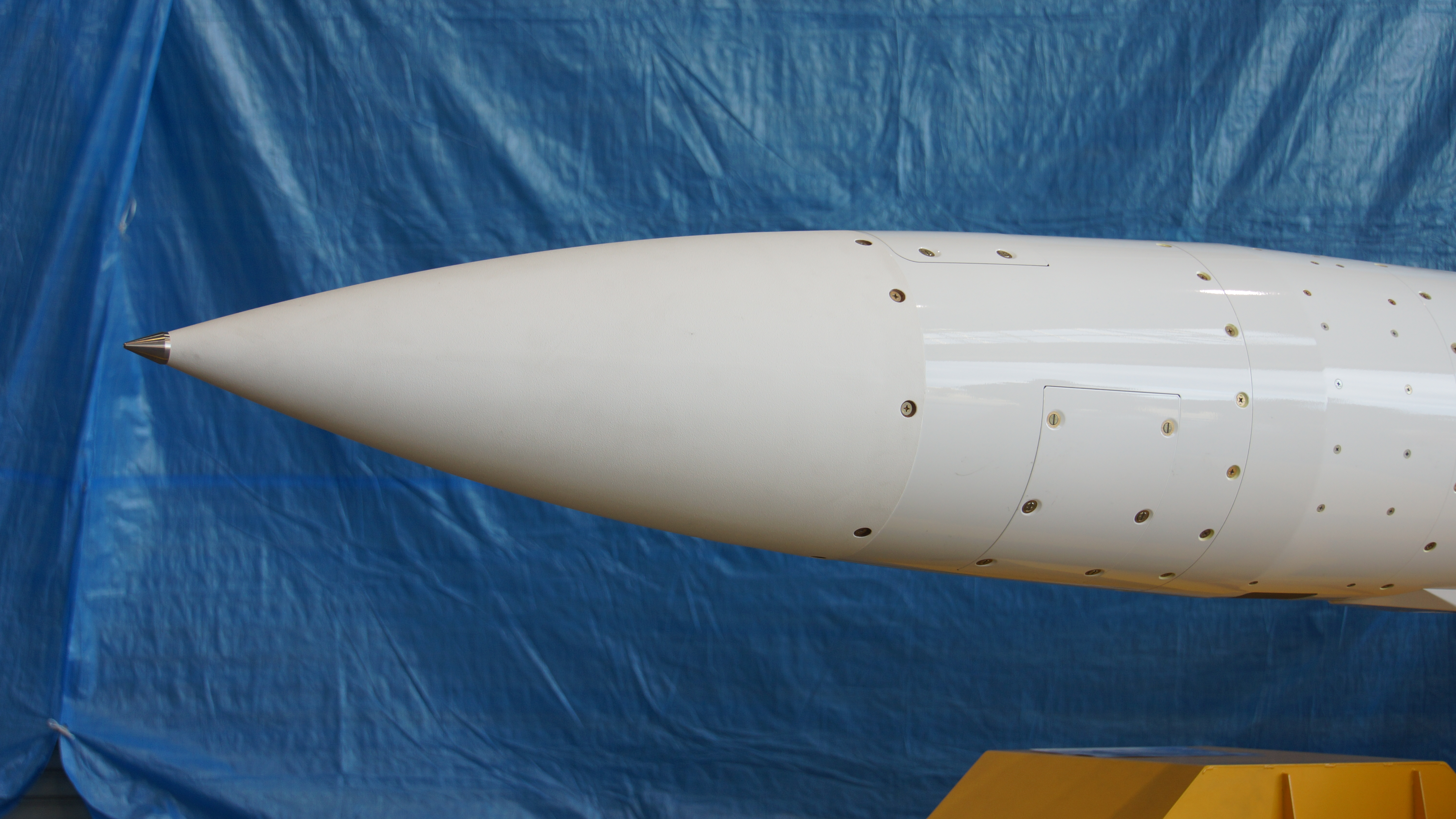
L'ogiva del missile che contiene il radar per il sistema di guida ARH (Active Radar Homing).

## Impiego operativo
L'ASM-3 viene impiegato dai caccia Mitsubishi F-2, che fin dall'inizio sono stati considerati come piattaforma di lancio ideale per l'arma, grazie ai diversi punti d'attacco sotto le ali che consentono un'adeguata collocazione. Fra le caratteristiche dell'ASM-3 spiccano l'elevato raggio d'azione e la velocità, ma anche la capacità di essere impiegato come missile cruise per colpire obiettivi terrestri, e ciò grazie al sistema di guida satellitare GPS. Quindi l'ASM-3 non è soltanto un missile antinave, ma anche un letale missile cruise.

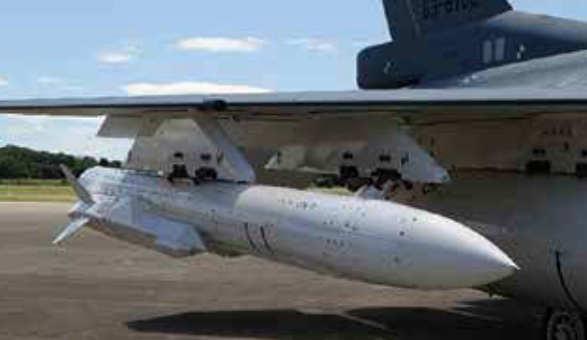
Il missile ASM-3 agganciato all'ala del caccia F-2.

## Versioni
- XASM-3: prototipo dotato di una gittata di 200 km.
- ASM-3: versione definitiva che però non è entrata in servizio.
- ASM-3A: versione migliorata con una gittata di oltre 300 km.
- ASM-3 Kai: versione con maggiori modifiche che incrementano le prestazioni compresa la gittata di circa 400 km.